# Тучинов, Гармажап Дабаевич
Гармажап Дабаевич Тучинов (1 декабря 1929, Удунга, Бурятия — 16 февраля 2001, Гусиноозёрск, Бурятия) — бригадир проходчиков шахты № 2/5 Гусиноозёрского рудоуправления Селенгинского аймака, Герой Социалистического Труда.

## Биография
Родился 1 декабря 1929 года в селе Удунга Селенгинского района Республики Бурятия.
В 1947 году приехал с супругой Дари Гарбаевной в посёлок Шахты (ныне — город Гусиноозёрск) Бурятской АССР, начал работать в шахте.
Неоднократно избирался депутатом городского и районного Совета народных депутатов.

В 1963—1967 годах — депутат Верховного Совета Бурятской АССР.

Делегат XXIII съезда КПСС.
Умер 16 февраля 2001 в Гусиноозёрске в возрасте 71 года.

## Награды
- Удостоен нагрудного знака «Шахтёрская слава» трёх степеней.[2]
- В 1957 году награждён орденом «Знак Почёта».
- За выдающиеся производственные достижения и большой вклад, внесённый в освоение и внедрение новых прогрессивных методов труда

промышленности и сельском хозяйстве Бурятской АССР, Тучинову Гармажапу Дабаевичу было присвоено звание Героя Социалистического Труда с вручением ордена Ленина и золотой медали «Серп и Молот»

## Память
Памяти Тучинова проводится турнир по каратэ в городе Гусиноозёрск Республики Бурятия. 
Именем Г. Д. Тучинова названа школа №4 г. Гусиноозёрск.